# Liste der Kulturdenkmäler in Münk
In der Liste der Kulturdenkmäler in Münk sind alle Kulturdenkmäler der rheinland-pfälzischen Ortsgemeinde Münk aufgeführt. Grundlage ist die Denkmalliste des Landes Rheinland-Pfalz (Stand: 27. Oktober 2023).

## Einzeldenkmäler
| Bezeichnung                      | Lage                  | Baujahr         | Beschreibung                 | Bild                           |
| -------------------------------- | --------------------- | --------------- | ---------------------------- | ------------------------------ |
| Katholische Kapelle St. Hubertus | Hauptstraße 28 Lage   | 1888            | Bruchsteinbau, 1888          | weitere Bilder Fotos hochladen |
| Wegekapelle                      | Booser Straße 15 Lage | 19. Jahrhundert | Wegekapelle, 19. Jahrhundert | BW                             |